# Subliminalna draž
Subliminalne draži, poznate i kao subliminalno oglašavanje i 25-ti kadar (od енгл. Subliminal messaging, obaveštavanje, slanje poruka ispod praga svesti) predstavlja metod propagande u kojem je poslata poruka po intenzitetu ispod praga svesti, pa se registruje na podsvesnom nivou (subliminalna percepcija). Zbog toga se takve poruke retko percipiraju na svesnom nivou, čak i kad su vrlo očigledne. Subliminalno oglašavanje može biti u vidu slika, zvuka, teksta itd.

## Način funkcionisanja
Subliminalne poruke su po svom intenzitetu nešto ispod praga svesti, tako da primalac poruku "percipira" pomoću podsvesnih mehanizama i nije svestan da je poruka uopšte emitovana. Podsvest obrađuje i procesuira poruku, te aktivira ponašanje kojim se odgovara na poruku. Na primer, ukoliko se za vreme projekcije filma, na bioskopskom platnu nekoliko puta emituju poruke "Pijte koka-kolu" (koje, zbog niskog intenziteta i kratkoće gledalac ne registruje na svesnom nivou), nakon određenog vremena, podsvest će aktivirati ponašanje koje uključuje povećanu tražnju za koka-kolom.
Ideja metoda 25-ti kadar je da je ljudsko oko u stanju da razlikuje ne više od 24 frejmova u sekundi (mada to zavisi od granice oštrine ivice i brzinu kretanja objekata na ekranu). Dakle, strani okvir prikazan na manje od 1/24 sekunde, po ovoj teoriji zaobilazeći svest deluje direktno na podsvest. Dalje, podsvest uzima sve informacije koje dolaze u mozak pa i ove koje nisu svesne, potom se one obrađuju i povezuju sa svešću.

## Istorija
1957. godine Džejms Vajker sproveo je u pozorištima Nev Jersija sledeći eksperiment:Tokom prikazivanja filma "Piknik" u trenucima promene okvira na projektoru pokazani su snimci skrivene reklame, kao što je "Coca-Cola", "kokice".Filmovi su prikazani tokom leta 1957. godine. Prodaja Coca-Cola u pozorišnom bifeu, prema Vajkeru, porastao je za 17%, a kokica za 50%. Zatim je Džejms Vajker patentirao ovu tehnologiju i otvorio firmu na subliminalne reklame u filmovima.
Medijski izvještaji su privukli pažnju naučnika, reklamnih agenata i državnih službenika u postupku Vajker, koji je zahtevao još jedan eksperiment. Vajker dao nekoliko demonstracija, koje nisu dovele do željenog rezultata.
1958. godine Research Foundation zahtevao je od Vajkera da pruži podatke i opis eksperimenta, sprovedenog 1957. godine, ali je on to odbio.
Stjuart Rodžers, student iz Njujorka, došao u Fort Lee da napiše esej o proučavanju Vajkera On je utvrdio da je bioskop, u kome je, prema Vajkeru eksperiment sproveden. Direktor pozorišta je rekao da uopšte nije čuo0 o bilo kakvim eksperimentima sprovedenim u svojoj instituciji.
Mnogi naučnici su pokušali da ponove eksperiment Vajkera. Na primer, 1958. reklamna agencija Canadian Broadcasting Corporation tokom popularne TV emisije «Close-up» emitovala je ubačen tekst "Call Centar", ali se broj poziva nije povećao. Kada gledaoci informisani o tome i tražili da pogode sadržaj poruke, niko nije dao tačan odgovor.
1962.godine Vajker je priznao da je eksperiment iz 1957., zajedno sa svim statistikama izmišljen.

## Nedavne studije
Međunarodni Popular Science Magazine Nev Scientist piše da je u nekim slučajevima, subliminalno oglašavanje funkcioniše. Da bi se ovo funkcionisalo sadržaj treba da se pojavi u vremenu dužem od 1/25 sekunde (oko 0,3-0,4 s).
Grupa naučnika Univerziteta u Nijmegenu u Holandiji pod vođstvom Johana Karemansa sproveli su eksperiment kojim se potvrđuje delotvornost subliminalne poruke pod određenim uslovima. Rezultati su objavljeni u Journal of Ekperimental Social Psichology.
Tokom 1990-ih, u Rusiji raste interesovanje za 25-ti okvir. Novine objavljuju tekstove o "zombiiranju stanovništva", reklamiranju video snimaka kojim se sugeriše učenje engleskog jezika, lečenje raznih bolesti (npr, alkohol) koristeći 25-ti okvir i sl. Novinski članci su izvršili toliki uticaj da je u Rusiji to uticalo čak i na donošenje posebnog Zakona o oglašavanju kojim se zabranjuje upotreba 25-tog okvira, kao i druge metode skrivenog reklamiranja.
Specijalisti za All Russian Research Institute TV i radio (VNIITR) razvili su uređaj koji detektuje, između ostalog, "suvišne i neovlašćene informacije" u televizijskom signalu. Sa ovim uređajem, posebno je utvrđeno kršenje odredaba Saveznog zakona "o oglašavanju" Ekaterinburg televizijske kompanije Athlon

## Politizacija
Tokom parlamentarnih izbora u Ukrajini u 2006. godine, šef Partije regiona predizborne kampanje Jevgenij Kušnarev izjavio je da blok "Naša Ukrajina" koristila takozvane "25-ti okvir" u promotivnom filmu "Zagroza. Strašna istina" pokazanog na Prvom kanalu. Prema njegovim rečima, tokom filma pet puta, prikazuje okvir na kome se pojavljuje lobanja. Blok "Naša Ukrajina", sa svoje strane, negirao je preko svog pres službe navode i prikaza lobanje i specijalnih efekata, i zamerio Partiji regiona da naduvavanjem pseudo-senzacija želi da skrene pažnju sa inkriminisanih činjenica navedenih u filmu. Kada se film, međutim, reprodukuje usporeno evidentno je da se lobanja manifestuje u vidu blica prilikom promene scene i to traje više od jednog okvira, tako da se to teško može okvalifikovati kao 25-ti okvir.
Nakon incidenta u kome su japanski mediji za epileptičke napade japanske dece optužili koriste okvir 25. je optužen
za popularne anime serijala "Pokemon".
Tokom političke krize u Ukrajini u 2013-14. godine ukrajinske službe bezbednosti optužile su ruski televizijski program da koristeći "25-ti okvir".